# ヤドヴィガ・ロドヴィッチ
ヤドヴィガ・マリア・ロドヴィッチ（ポーランド語: Jadwiga Maria Rodowicz、1954年 - ）は、ポーランドの文化研究者、外交官。2008年から2012年までの約4年間、駐日ポーランド大使を務めた。

## 経歴
ポーランド人民共和国時代の1977年にワルシャワ大学言語文学部東洋研究所日本語学科で修士号を取得した後、同年から1979年まで東京大学人文科学研究科の比較文学比較文化専門課程へ留学。帰国後はワルシャワ大学東洋研究所の准教授となり、博士号も取得した。
体制転換によるポーランド共和国成立後の1993年にポーランド外務省へ入省し、1994年-1999年は一等書記官、2002年-2006年は公使として駐日ポーランド大使館に勤務。その後、外務省アジア太平洋局上級参事官を経て、2008年11月に特命全権大使として再び日本に派遣された。2012年7月に特命全権大使の職をツィリル・コザチェフスキに引き継いだ。

## 人物
上記の通り、30年以上にわたって日本文化を研究し、特に能に精通している。2001年にはワルシャワで出版した『完全なる役者－世阿弥元清伝書』が最優秀著作賞を獲得し、公使赴任中の2005年には「ポーランド文化功労章も授与された。2010年には現職大使を務めながら、自国の大音楽家フレデリック・ショパンを主題とした新作能「調律師－ショパンの能」を完成させ、同作品は2011年2月にポーランドと日本で上演された。
また日本語にも堪能で、日本国内での公務や講演などでは日本語で応答する例もある。